# Gépállat SC
A Gépállat SC (Mean Machine) 2001-es angol-amerikai vígjáték. A film a Hajrá, fegyencváros! (1974) című film feldolgozása.

## Cselekmény
|  | Alább a cselekmény részletei következnek! |

Danny Meehan, az angol válogatott volt csapatkapitánya mára már alkoholista. Meehant végleg eltiltották a focitól egy bundabotrány miatt. Mikor ittas vezetés miatt elkapják a rendőrök, Danny helyzetén az sem segít, hogy megüti őket. A bíróság ezután 3 év börtönbüntetésre ítéli. A börtönben az igazgató felajánlja Dannynek, hogy legyen az őrök fociedzője (az igazgató fogadásokat köt, melyeket elveszít, így már sok embereknek tartozik). Miután az őrök úgymond már meggyőzték, hogy ne tegye, Danny visszautasítja az igazgatót. Egy idő után azonban Danny rájön, hogy a börtönben utálják, mint kint, a rabok megfenyegetik, az örök megverik, míg végül Danny azt javasolja az igazgatónak, hogy szervezzen egy meccset az őrök és a rabok között, de egy feltétellel: Danny állítja össze a csapatot. Először is rá kell vennie Mr. Sykest, hogy a csapata játszhasson, a feltétel egy börtönboksz. Aztán kell egy kapus. Meehan ráveszi az igazgatót, hogy hozza ki a Barátot a különleges őrizetből, hogy ő lehessen a kapus. A Barát először nem akar belemenni, de miután megtudja, hogy az őrökkel játszanak, meggondolja magát. A csapat összeáll, és nemsokára kezdődik a meccs. A dolgon nem segít, hogy az egyik őr felbérel egy pszichopatát, hogy ölje meg Dannyt. A neki szánt bombát azonban más kapja meg. A meccs elkezdődik, a rabok nyerésre állnak, ám félidőben az igazgató megfenyegeti Dannyt, hogy rákeni Doki meggyilkolását. Danny így eladja a meccset. A meccs vége előtt nem sokkal Danny rájön, hogy hibázott, de mivel a többiek nem passzolnak neki, kénytelen magánakciókba kezdeni. A meccset a rabok nyerik, az igazgató ezért nem boldog, be akarja váltani a Dannynek tett ígéretet, ám az őrök vezére ezt már nem hagyja.
|  | Itt a vége a cselekmény részletezésének! |

## Szereplők
| Karakter       | Színész               | Magyar hang (1.)  | Magyar hang (2.)       |
| -------------- | --------------------- | ----------------- | ---------------------- |
| Danny Meehan   | Vinnie Jones          | Széles László     | Bognár Tamás           |
| Doki           | David Kelly           | Versényi László   | Várday Zoltán          |
| Börtönigazgató | David Hemmings        | Kránitz Lajos     | Forgács Gábor          |
| Burton         | Ralph Brown           | Szokolay Ottó     | Fazekas István         |
| Masszív        | Vas Blackwood         | Háda János        | Potocsny Andor         |
| Trojan         | Robbie Gee            | Debreczeny Csaba  | Fekete Zoltán          |
| Ratchett       | Geoff Bell            | Barbinek Péter    | Koncz István           |
| Charlie Sykes  | John Forgeham         | Horányi László    | Törköly Levente        |
| Tracey         | Sally Phillips        | Holló Orsolya     | Roatis Andrea          |
| Billy          | Danny Dyer            | Karácsonyi Zoltán | Szűcs Péter Pál        |
| Bob Likely     | Jason Flemyng         | Megyeri János     | Hegedüs Miklós         |
| A Barát        | Jason Statham         | Fekete Ernő       | Harcsik Róbert         |
| Chiv           | Jamie Sives           | Rába Roland       | Horváth-Töreki Gergely |
| Nitro          | Stephen Walters       | Csőre Gábor       | Pálmai Szabolcs        |
| Ketch          | Andrew Grainger       | Faragó András     | Megyeri János          |
| Raj            | Omid Djalili          | Harmath Imre      | Kapácsy Miklós         |
| Egér           | Adam Fogerty          | F. Nagy Zoltán    | Frumen Gergő           |
| Hayter         | Nicholas Moss         | Damu Roland       |                        |
| Cigs           | Rocky Marshall        | Seder Gábor       | Renácz Zoltán          |
| Barry          | J.J. Connolly         | Németh Gábor      |                        |
| Bíró           | Stephen Bent          | Pethes Csaba      |                        |
| Jerome         | Elwin 'Chopper' David | Bolla Róbert      | Németh Attila István   |
| Bob Carter     | Jake Abraham          | Kapácsy Miklós    | Élő Balázs             |
| Csapos         | David Reid            | Pipó László       |                        |
| Rendőr         | Tim Perrin            | Garai Róbert      |                        |
| Rendőr         | Paul Mari             | Vizy György       |                        |
| Z              | Martin Wimbush        | Sebestyén András  |                        |
| Marsden        | Perry Digweed         |                   |                        |
| Walker         | Joseph Rye            |                   |                        |